# Adisak Ganu
Adisak Ganu (tiếng Thái: อดิศักดิ์ กานู; sinh ngày 1 tháng 1 năm 1986) là một cầu thủ bóng đá từ Thái Lan. Hiện tại anh thi đấu cho Prachuap ở Giải bóng đá Ngoại hạng Thái Lan.